# Градски музеј Вараждин
Градски музеј Вараждин је установа која чува, прикупља и презентује духовну и материјалну баштину вараждинског краја. Поред прикупљања и обраде грађе у музеју се одвијају различити програми попут уметничких и тематских изложби, концерата, позоришних представа, књижевних манифестација, стручних скупова и комерцијалних догађаја. 

## Историја
Градски музеј Вараждин је основан на иницијативу Вараждинског музејског друштва и свечано је отворен за посетиоце 16. новембра 1925. на простору тврђаве Стари град. Језгро тадашње оригиналне изложбе су чинили предмети који су у новоотворени музеј пристизали углавном као донације познатих вараждинских породица. Током година су музејске збирке обогаћене захваљујући чему је музеј прерастао у установу сложеног типа коју чини шест специјализованих одељења: археолошко, историјско, културно-историјско, етнографско, природњачко и уметничка галерија. Поред њих, музеј има Одељење за заједничке послове, као и Конзерваторско-рестаураторско и документационо одељење. Одељења се налазе у неколико објеката монументалне вредности у самом историјском језгру града: готичко-ренесансној тврђави Стари град, барокној палати Сермаж, класицистичкој палати Херцер и Кули стражари. Недавно је Музеју додељена и средњовековна зграда Житница у комплексу Старог града која тек треба да буде подвргнута истраживањима и рестаурацији. У оквиру уметничке галерије мајстора се налази стална поставка старих мајстора и стална изложба хрватских мајстора 20. и 21. века које се наизменично смењују на спрату палате Сермаге. Од 2017. године издају „Вараждински музеалац” годишње у девет бројева са распоредом програмских дешавања, представљањем грађе фонда, реализованим откупима и донацијама, причама о Вараждину, садашњости музеја и друге актуелности у раду. За свој рад је музеј до сада добио бројна јавна признања и похвале стручне и шире јавности, међу најзначајнијим су музејска награда „Павао Ритер Витезовић” 1989, плакете Града Вараждина за успешан континуирани рад 1996. и 2015, посебна похвала AVICOM на Међународном фестивалу аудиовизуелних и мултимедијалних презентација музеја 2004, награде и признања Хрватског музејског друштва за најбоље реализовану изложбу „Људи у невољи — Велики рат у вараждинском крају” 2015, посебно признање за остварену међународну сарадњу 2016. и за маркетиншко-пропагандни програм 2018. године. Добитници су и награде Владимир Назор за изложбу „Тенебросо” и „Једноставно најбољи” за сталну поставку „Свет инсеката” 2020. Градски музеј Вараждин је био први хрватски музеј номинован за награду Европски музеј године коју додељује Европски музејски форум 1994, а уједно и први добитник награде Удружења хрватских путничких агенција за изванредно неговање пословних односа са члановима 1993.